# Acacia pseudonigrescens
Senegalia pseudonigrescens là một loài rau đậu thuộc họ Fabaceae.
Loài này chỉ có ở Ethiopia.
Chúng hiện đang bị đe dọa vì mất môi trường sống.